# فلتویلو
فلتویلو، مونتانادر جنوب شهرستان نفت،مونتانا، ایالات متحده آمریکا. در امتداد جاده‌های محلی نهفته‌است و در جنوب شهر وینت، بخشداری از شهرستان نفت  .